# Lei de Lemas
A Ley de Lemas é uma variante da representação proporcional de lista aberta, que foi ou é atualmente utilizada em eleições na Argentina, Uruguai, e Honduras. A lei funciona da seguinte forma:
- Cada partido político (ou coligação, se permitido) é denominado formalmente como um lema.
- Cada lema pode ter vários sublemas (candidatos ou listas de candidatos). A composição dos sublemas pode variar: pode ser apenas uma dupla de candidatos (para eleição aos cargos de governador e vice-governador, por exemplo), ou uma lista de candidatos para preencher as cadeiras em um órgão legislativo.
- Cada partido pode apresentar vários sublemas à eleição principal.
- O partido vencedor é o que recebe mais votos após a soma dos votos obtidos por seus sublemas. Dentro deste partido, o sublema vencedor é aquele que obteve mais votos individualmente. Uma vez determinado o número de votos recebidos por cada lema e sublema, os assentos ou cargos são atribuídos a cada um proporcionalmente.

## História e utilização
O sistema de Lemas foi incialmente criado em 1870 pelo professor belga Charles Borelli.

### Uruguai
O sistema foi introduzido no Uruguai no início do século 20, quando a "lei de Lema" introduziu a votação dupla simultânea. Permitiu eleger o Presidente, os membros da Câmara dos Deputados e do Senado por meio de um único voto. Os partidos atuavam como lemas, enquanto as vertentes partidárias formavam sublemas. Os eleitores votariam em um sublema de um partido, com os totais de sublemas totalizados para estabelecer o partido vencedor.
Durante os períodos em que foi instaurado um sistema presidencialista (em oposição ao sistema de colégios eleitorais que funcionou entre 1918 e 1933 e 1951 e 1966), o candidato presidencial do sublema do partido vencedor com mais votos era eleito presidente.
Após a aprovação de um referendo de reforma à Constituição em 1996, esse sistema foi abolido para as eleições presidenciais, restringindo cada partido a um único candidato presidencial. As eleições departamentais ainda usam o sistema antigo.
As eleições parlamentares e departamentais ainda utilizam desse método.

### Honduras
Honduras utilizou a Ley de Lemas nas eleições presidenciais de 1985, quando, devido a forte influência do partidarismo dentro dos dois partidos dominantes, ambos não conseguiram eleger um único candidato a presidente.

### Argentina
Na Argentina, várias províncias utilizam ou já utilizaram uma versão deste sistema eleitoral. Atualmente, a lei vigora nas províncias de Formosa, Misiones e Santa Cruz. As províncias possuem total liberdade para eleger representantes locais e nacionais utilizando o método de sua preferência. O sistema se propaga até o nível municipal (exceto nas ocasiõoes de cidades autônomas).
O sistema de lemas nunca foi usado para eleições presidenciais, apesar da ideia ter circulado antes das eleições de 2003. Após a renúncia de Fernando de la Rúa e os consequentes motins de 2001, os planos originais previam a eleição de um sucessor permanente em 2002 sob o sistema de lemas.

## Argumentos a favor
A Ley de Lemas se apresenta como uma solução para o problema da seleção específica de candidatos realizada a portas fechadas pelos partidos. Ao permitir que muitos candidatos concorram pelo mesmo partido, o sistema prevê acabar com a prática de alianças obscuras intrapartidárias e aumentar transparência aos conflitos entre vertentes partidárias. Isso faz com que candidatos independentes sem padrinhos políticos possam participar de pleitos. Também evita eleições primárias (que, especificamente na Argentina, nunca tinham sido praticadas amplamente durante o século XX e normalmente apresentavam uma participação eleitoral muito baixa).

## Argumentos contrários
O sistema funciona sob o pressuposto de que os eleitores votam principalmente nos partidos. Entretanto, os cidadãos muitas vezes dão mais ênfase aos candidatos individuais do que às plataformas ideológicas percebidas pelos partidos (Isto é especialmente verdadeiro no caso da Argentina). Os diversos pontos de vista permitidos dentro de um único partido demonstra que os eleitores podem acabar indiretamente votando em um candidato que não apoiam realmente. Um partido que decida apresentar múltiplos candidatos com ideologias semelhantes ou opostas (no caso de partidos pega-tudo, por exemplo), o candidato eleito pode vencer tendo poucos votos em comparação com todos os outros candidatos. Por exemplo, nas eleições presidenciais uruguaias de 1971, Juan Maria Bordaberry foi o vencedor do pleito mesmo tendo 60 mil votos a menos que Wilson Ferreira Aldunate, devido aos candidatos do Partido Colorado de Bordaberry possuírem uma vantagem de 12.000 votos a mais que os candidatos do Partido Nacional de Aldunate.
Além disso, os sistemas de representação proporcional são destinados a vários vencedores, como em eleições legislativas, mas a Ley de Lemas tem sido usada para eleger vencedores individuais, como presidentes, governadores e prefeitos.